# 질베르 시몽동
질베르 시몽동(Gilbert Simondon, 1924년 10월 2일 – 1989년 2월 7일)는 질 들뢰즈, 브루노 라투르, 베르나르 스티글러에게 영감의 주요 원천인 개체화 이론으로 가장 잘 알려진 프랑스 철학자이다.
생테티엔에서 태어난 시몽동은 과학철학자 조르주 캉길렘, 철학자 마르샬 게루, 현상학자 모리스 메를로퐁티의 제자였다. 그는 Ecole Normale Supérieure 와 Sorbonne에서 공부했다. 그는 1958년 파리 대학교에서 박사 학위 논문을 변호했다. 그의 주요 논문인 L'individuation à la lumière des notions de Forme et d'Information ( Individuation in the light of Form and Information )은 1964년에 L'individu et sa라는 제목으로 두 부분으로 출판되었다. Génèse physico-bilogique (개체화 와 그 물리적-생물학적 기원 )은 Presses Universitaires de France에서, 오비에는 1989년에만 두 번째 부분인 L'individuation psychique et Collective ( Psychic and Collective individuation )를 출판했다. 그의 사상의 토대를 마련한 그의 주요 논문은 질 들뢰즈, 더 최근에는 브루노 라투르와 베르나르 스티글러, 그의 보완 논문 Du mode d'existence des objets technologies ( On 기술적 개체의 존재 양식 )은 완성된 직후(1958년) Aubier에 의해 출판되었으며 광범위한 청중에게 즉각적인 영향을 미쳤다. Jérôme Millon이 주요 논문의 완전한 판을 출판한 것은 2005년이었다.

## 개체화와 기술
L'individuation psychique et Collective에서 시몽동은 개인 및 집단 개체화 이론을 발전시켰는데, 여기서 개별 주체는 원인이 아니라 개체화의 결과로 간주된다. 따라서 개별 원자는 끝없는 개체화 과정으로 대체된다. 시몽동은 또한 개체화 그 자체를 가능하게 하는 자원으로서 "전개체 장"을 생각했다. 개체화는 항상 불완전한 과정이며 항상 "개인 이전"의 잔여물을 남기고 그 자체가 미래의 개체화를 가능하게 한다. 더욱이, 정신적 개체화는 항상 개인과 집단 주체를 모두 만들어내며, 이 주체는 함께 개체화된다. Simondon은 노버트 위너의 사이버네틱스 이론을 비판하면서 "처음부터 사이버네틱스는 모든 기술 이론이 거부해야 하는 것, 즉 확립된 기준과 다음 속 및 종에 따라 수행되는 기술적 대상의 분류를 받아들였다."라고 주장했다. 시몽동은 기계의 "일반 현상학"을 개발하여 사이버네틱스의 단점을 극복하는 것을 목표로 했다.